# درعیه
دِرعیّه (به عربی: الدرعية) شهری در عربستان سعودی، مرکز شهرستان درعیه که در شمال غربی ریاض قرار گرفته، از سال ۱۷۴۴ تا ۱۸۱۸ میلادی پایتخت نخستین دودمان و اقامتگاه اصلی خاندان سعود بود که توسط ابراهیم محمد علی پاشا در سال ۱۸۱۸ این شهر ویران شد.